# 유로존의 확대
유로존의 확대는 현재 유럽 연합(EU) 조약에 의해 실시되는 유럽 중앙은행의 정책이다. 1999년 1월 1일 유럽 연합의 11개 회원국(벨기에, 네덜란드, 룩셈부르크, 프랑스, 독일, 스페인, 이탈리아, 포르투갈, 아일랜드, 오스트리아, 핀란드)이 유로존을 형성했다.
2023년 기준으로 유로존에는 20개 유럽 연합 회원국이 소속되어 있으며, 이 중 첫 11개국(오스트리아, 벨기에, 핀란드, 프랑스, 독일, 아일랜드, 이탈리아, 룩셈부르크, 네덜란드, 포르투갈, 스페인)은 1999년 1월 1일 유로화가 전자 전용이던 시기에 도입되었다. 그리스는 유로존의 오래된 국가 통화를 대체하기 1년 전인 2001년 1월 1일에 가입했다. 그 후, 언급된 해의 1월 1일에 다음 8개국도 유로존에 가입했다: 슬로베니아(2007년), 키프로스(2008년), 몰타(2008년), 슬로바키아(2009년), 에스토니아(2011년), 라트비아(2014년), 리투아니아(2015년), 크로아티아(2023년).

## 기준 취득
유로존에 공식적으로 가입하기 위해 (개별적으로 동전 조폐권을 가지는 권리를 얻기 위해), 국가는 보통 먼저 유럽 연합의 회원국이 되어야 한다. 그 다음에, 명기된 범위(보통 ±15%) 내에서 유로에 대한 한 나라의 통화의 환율에 대응하여 결정하는 유럽 환율 메커니즘(ERM II)를 포함하여 경제적 기준에 적합해야 한다.
가입국과 통화 협정을 맺은 소국은 다른 국가의 개별적인 동전 주조권에 대한 취득권을 협정을 통해 유지할 수 있다. 그렇지만 유로존에 가입되었다고 말하진 않는다. 이것은 지금까지 동전 주조권을 승인받은 모나코, 산마리노, 바티칸 시국, 안도라에서 사용 중이다.

## 확대의 역사

#### 그리스
그리스는 1999년에 통화의 도입이 있은 이후에 유로존에 가입한 첫 번째 국가이다. 그리스 드라크마와 유로 간의 환율은 2000년 6월 19일에 정해졌고, 그리스는 2001년 1월 1일에 공식적으로 유로존에 가입하였다. 그리스 드라크마 동전과 지폐는 2002년 1월 1일에 유로 동전과 지폐로 대체되고 다른 유로 사용국과 동일해진다.

#### 슬로베니아
슬로베니아는 유로 동전과 지폐의 도입 이후에 유로존에 가입한 첫 번째 국가이다. 슬로베니아 톨라르는 2007년 1월 1일에 유로로 대체되었다. 전환 비율은 2006년 7월 11일에 결정되었는데, 이전의 도입과는 다르게 현금과 비현금 거래가 동시에 도입되었다.

#### 키프로스
키프로스는 2008년 1월 1일에 키프로스 파운드와 유로와의 교환이 이루어졌다. 공식적인 신청 문서는 2007년 2월 13일에 제출되었다. 2007년 5월 16일에 유럽 중앙은행의 지원을 받은 유럽 위원회는 2008년 1월에 도입하는 것을 승낙했다. 최종 결정은 2007년 2월 10일에 유럽 각료이사회의 재무장관들에 의해서 결정되었고, 변환 비율은 0.585274 키프로스 파운드로 정해졌다. 새로운 통화는 정부가 통제 가능한 지역, 즉 키프로스와 군사주둔지인 아크로티리 데켈리아와 유엔 키프로스 완충 지대에서만 사용된다. 사실상 북키프로스 튀르크 공화국은 여전히 튀르키예 리라를 사용한다.

#### 몰타
몰타는 2008년 1월 1일부터 몰타 리라를 유로로 대체하였다. 몰타는 2007년 2월 26일에 공식으로 유로 도입을 확정하였다. 2007년 5월 16일, 유럽 중앙은행의 지원을 받은 유럽 위원회는 2008년 1월에 몰타의 유로화 도입을 승인하였다. 2007년 7월 10일에 EU의 재무장관들의 허가를 받았고, 전환 비율은 0.429300 몰타 리라로 정해졌다.

#### 슬로바키아
슬로바키아는 2009년 1월 1일부터 슬로바키아 코루나를 유로로 대체하였다. 슬로바키아는 2008년 4월 28일에 공식으로 유로 도입을 확정하였다. 같은 해 5월 7일에 유럽 위원회는 2009년 1월에 슬로바키아의 유로화 도입을 승낙하였다. 2008년 7월 8일에 EU의 재무장관들의 허가를 받았고, 전환 비율은 30.1260 슬로바키아 코루나로 정해졌다.

#### 에스토니아
에스토니아는 2011년 1월 1일부터 에스토니아 크론을 유로로 대체하였다. 에스토니아는 원래 2007년 1월 1일에 유로를 도입할 예정이었다. 그러나 에스토니아의 인플레이션 기준이 적합하지 않아 2008년 1월 1일로 연기되었고 이는 다시 2010년 1월 1일로 연기되었다. 유로그룹은 2010년 6월 7일 룩셈부르크에서 열린 회의에서 유로 도입 요건을 모두 충족한 에스토니아의 유로 도입을 승인했다. 이에 따라 에스토니아는 2011년 1월 1일에 유로를 도입하게 되었다.

#### 라트비아
라트비아는 2014년 1월 1일부터 라트비아 라츠를 유로로 대체하였다. 라트비아는 원래 2008년 1월 1일에 유로를 도입할 예정이었다. 그러나 인플레이션과 관련된 문제 때문에 2012년 1월 1일로 연기하였고 이는 다시 2014년 1월 1일로 연기되었다. 2013년 3월 4일 라트비아 정부는 2014년 1월 1일을 기해 유로를 도입하기로 한 계획을 승인해 줄 것을 유럽 위원회에 요청했다. 2013년 6월 5일 유럽 위원회는 라트비아가 유로를 도입할 준비가 되어 있다고 판단했다. 유럽 연합 재무장관 이사회는 2013년 7월 9일에 열린 회의에서 유로 도입 요건을 모두 충족한 라트비아가 2014년 1월 1일을 기해 유로를 도입하는 것을 승인했다. 이에 따라 라트비아는 2014년 1월 1일에 유로를 도입하게 되었다.

#### 리투아니아
리타스는 ERM II에 속해 있으며, 현재 유로에 대한 고정환율제를 시행하고 있는데 3.45280 리타스 = 1 유로로 고정되어 있다.
리투아니아는 원래 2007년 1월 1일을 유로 도입 목표일로 잡고 있었는데, 허용되는 인플레이션의 최고치보다 약간 더 높았기 때문에 유럽 위원회에서 그들의 제안이 거절되었다. 2006년 12월, 정부가 유로존에 가능한 한 빨리 가입하길 원한다는 것을 확인하는 동안, 정부가 2007년에서 2008년까지의 예상되는 인플레이션 증가가 유로를 도입할 수 있는 최적의 시기는 2010 또는 그 이후가 된다는 의미라고 말하며, 이를 수용한 새로운 계획을 승인했다. 리투아니아 총리 제디미나스 커킬라스는 2007년 12월 4일에 "리투아니아는 2010년에서 2011년 내에 유로존에 가입할 수 있을 것이다."라고 말했다.
2007년 1월에 실시된 여론조사에서 리투아니아인들은 유로를 도입을 찬성하는 쪽보다 반대하는 쪽이 더 많았다.
리투아니아는 2010년 1월 1일에 유로화를 도입할 예정이었으나 경제 위기와 환율 상승 등으로 인해 유로화 도입 시기를 2013년 1월 1일로 연기했고 2015년 1월 1일로 다시 연기했다. 리투아니아 의회는 2014년 4월 유로 전환에 관한 법률을 통과시켰다. 2014년 6월 4일 유럽 위원회는 리투아니아가 유로를 도입할 준비가 되어 있다고 판단했다. 유럽 연합 재무장관 이사회는 2014년 7월 23일에 열린 회의에서 유로 도입 요건을 모두 충족한 리투아니아가 2015년 1월 1일을 기해 유로를 도입하는 것을 승인했다. 이에 따라 리투아니아는 2015년 1월 1일에 유로를 도입하게 되었다.

#### 크로아티아
크로아티아는 2020년 7월 10일에 불가리아와 함께 ERM II에 편입되었다. 쿠나와의 고정 환율은 1 유로 = 7.53450 쿠나이다. 2022년 7월 5일에는 유럽 의회가 크로아티아의 유로존 가입을 찬성 539표, 반대 45표, 기권 48표로 승인했고 2022년 7월 12일에는 유럽 연합 이사회가 유로 도입 요건을 모두 충족한 크로아티아의 유로존 가입을 승인했다. 이에 따라 크로아티아는 2023년 1월 1일을 기해 유로를 도입했다.

## ERM II 소속국과 가입 의무국
| 통화          | 약어 | ERM II 소속 여부 | 환율    | 전환 목표                                       |
| ------------- | ---- | ---------------- | ------- | ----------------------------------------------- |
| 불가리아 레프 | BGN  | 2020년 7월 10일  | 1.95583 | 2026년 1월 1일에 유로 도입                      |
| 체코 코루나   | CZK  | 소속되지 않음    | —       | 2026년까지 ERM-II 가입 평가 완료 예정           |
| 덴마크 크로네 | DKK  | 1999년 1월 1일   | 7.46038 | 옵트 아웃                                       |
| 헝가리 포린트 | HUF  | 소속되지 않음    | —       | 정부의 의제에 포함되지 않음                     |
| 폴란드 즈워티 | PLN  | 소속되지 않음    | —       | 정부의 의제에 포함되지 않음                     |
| 루마니아 레우 | RON  | 소속되지 않음    | —       | 2026년에 ERM II 가입 2029년 1월 1일에 유로 도입 |
| 스웨덴 크로나 | SEK  | 소속되지 않음    | —       | 정부의 의제에 포함되지 않음                     |

덴마크를 제외한 모든 유럽 연합 회원국들은 유로존에 가입하기로 예정되어 있다. 아래의 국가들은 ERM II에 동의하였고, 유로화를 도입하기 전까지 2년간의 유예 기간을 두어야만 한다.

### 불가리아
불가리아는 1999년에 유로가 생기면서부터 고정 환율(1 유로 = 1.95583 레프)을 도입했으며 이전에는 독일 마르크를 기준으로 하고 있었다. 따라서 불가리아는 EMU 회원국이 되는 기준의 대다수를 충족시키고 있었다. 불가리아는 2020년 7월 10일에 크로아티아와 함께 ERM II에 편입되었다.
불가리아 정부는 당초 2024년 1월 1일을 기해 유로를 도입하겠다고 밝혔으나 2023년 2월에 높은 인플레이션으로 인해 유로 도입 시점을 2025년 1월 1일로 연기하기로 결정했다. 그러나 유럽 중앙 은행은 2024년 6월 26일에 공개된 보고서에서 불가리아가 인플레이션 기준을 충족하지 못했기 때문에 불가리아가 2025년 1월 1일에 유로존에 가입할 수 없다고 밝혔다. 그 뒤 불가리아 의회가 2024년 8월 7일에 유로 도입을 가속화하는 내용을 담은 법률을 통과시켰고 2024년 8월 20일에는 루멘 라데프 불가리아 대통령이 해당 법령에 서명했다. 이에 앞서 2024년 6월에는 불가리아 재무장관 권한대행이 유럽 중앙 은행에서 제시한 요구 사항을 충족하기 위해 인플레이션을 줄인다면 불가리아가 2026년 1월 1일을 기해 유로존에 가입할 것으로 본다고 판단했다.
유럽 연합 이사회는 2025년 6월 4일에 유로 도입 요건을 모두 충족한 불가리아의 유로존 가입을 승인했다. 이에 따라 불가리아는 2026년 1월 1일을 기해 유로를 도입할 예정이다.

### 체코
체코는 유로를 도입하기 위해서는 몇가지 부분에서 2003년의 가입 협정에 속박되어 있다. 그러나 이것은 금방 나타나지 않을 것 같다. 코루나는 ERM II 에 속해있지 않다. 2004년에 유럽 연합에 가입한 이래로, 유럽 연합의 준비금을 거시 경제적 상황과 제휴시키는 것을 목표로 하는 국가 금융 정책을 도입했다. 현재, 가장 긴급한 문제는 체코 국가 재정의 극심한 적자이다. 원래 체코는 ERM II에 2008년 또는 2009년에 들어가는 것을 목표로 삼았었다. 그러나 현 정부가 경제적인 기준에 명확하게 적합치 않다며 목표일을 2010년으로 공식적으로 연기했다. 정부는 빨라도 2013년이 돼야 전환이 가능하다고 제안했다.

### 덴마크
크로네는 ERM II에 속해 있으며, 기준금리대에서 2.25% 내의 금리 — ERM II에 속해있는 국가들 중에 가장 한정된 대역 — 로 무역거래가 요구된다. 마스트리흐트 조약의 거부에 대한 덴마크의 최초의 국민투표에 따르면, 덴마크는 에든버러 협정에 의거하여 옵트 아웃하기를 협상했고, 유로 도입을 강요받지 않았다.
유로존 가입 여부를 정하는 국민투표가 2000년 9월 28일에 실시되었는데, 그 결과 53.2%의 사람들이 가입에 반대했다. 최근 몇 년간, 월별 투표에서 지금 대다수의 사람들이 유로존에 가입하길 원한다는 것을 보여주고 있다. 2007년에 덴마크 의회는 마스트리흐트 조약에 대한 덴마크의 네 가지 예외 조항에 대한 평가를 고려했다. 2007년 11월 22일, 새롭게 다시 선출된 덴마크 정부는 유로를 포함하여 네 가지 예외 조항을 폐지하는 것에 관한 새로운 국민투표를 2011년에 실시한다고 선언했다. 국민들이 각각의 예외 조항에 개별적인 투표를 할 것인지, 또는 전체에 대한 투표를 할 것인지에 대해서는 확실치 않은 채로 남아있다. 하지만 2007년 11월의 여론조사에서는 52%가 유로 도입을 찬성하고 39%ʰʱ가 반대한다는 결과가 나왔다. 이번 찬성표는 어떤 옵트 아웃보다 더 높았다.
덴마크가 유로를 도입하게 되면 그린란드와 페로 제도도 이를 따라야 하는지 여부도 불명확하다. 두 지역은 모두 덴마크 왕국의 일원이지만, 유럽 연합 밖에 위치해 있다. 페로 제도는 현재 페로 제도와 관련된 주제를 도안 소재로 한 페로 제도 크로나를 덴마크 크로네와 함께 사용하고 있고, 그린란드도 유사한 시스템을 도입할 계획이다. 현재의 시스템에서는, 두 지역 모두 덴마크 화폐를 계속 사용할 것이다.

### 헝가리
헝가리는 2010년부터 2012년 사이에 포린트를 유로로 대체하려고 생각하고 있는데, 이는 헝가리의 경제적 상황에 달려있다. 현재 포린트는 ERM II에 속해 있지 않다.
원래 헝가리는 2010년 1월 1일에 유로를 공식 통화로 도입할 계획이었다. 그러나 그 날짜는 지나친 재정 적자로 인해 단념되었다. 현재의 계획은 유로 도입 목표일 없이 2008년 중반까지 로드맵을 준비하는 것이다.
헝가리의 공공 재정이 나아질 때까지 헝가리가 가까운 미래에 유로존에 가입하는 것은 현실적으로 어려운 일이다. 현재 매년의 예산 적자가 GDP의 6%에 달하고, 이와 동시에 국가 채무가 GDP의 69%에 해당한다. 헝가리의 국가 채무는 헝가리의 국민 총 생산보다 더 빠르게 증가하고 있다.

### 폴란드
폴란드는 유로를 도입하기 위해서는 몇가지 부분에서 2003년의 가입 협정에 속박되어 있다. 그러나 현재의 조짐은 향후 몇 년간 경제적 기준을 충족시키지 못할 것이라는 것이다. 즈워티는 유로를 도입하기 위해서 요구되는 ERM II에 속해 있지 않다.
현재 폴란드는 유로존 또는 ERM II에 가입하기 위한 계획표가 마련되어 있지 않다. 2006년 5월에 이전 정부는 유로의 도입을 2012년 1월 1일로 설정하였다. 새로운 국무총리인 도널드 투스크는 2007년 11월에 새 정부를 출범시키면서 정부의 의도는 가능한 빨리 가입하도록 할 것이지만 재정이 균형점에 가까워진 후에야 가능할 것이라고 공표했다. 이는 ERM II에 들어가는 것이 2011년으로 늦춰지는 것이며, 유로의 도입은 2013년이나 2014년이 되어야 한다는 것이다.

### 루마니아
레우는 아직 ERM II에 속해있지 않다. 루마니아 정부는 원래 2014년까지 유로존에 가입한다는 계획을 발표했었다. 이 계획은 또한 2012년 이전에 ERM II에 들어가겠다는 것을 약정했다. 2007년 6월에 ECB의 은행장 장클로드 트리쉐는 "ERM II에 들어오기 전에 루마니아는 몇 년동안 (중략) 해결 해야할 과제가 많이 있다."고 말했다.
2018년 3월에는 루마니아의 집권당이었던 사회민주당이 특별 회의를 열고 2024년을 기해 유로를 도입하는 것을 목표로 세웠다. 그러나 루마니아 정부는 2021년 2월에 루마니아가 ERM II 가입 목표 연도를 2024년으로, 유로 도입 목표 연도를 2027년 또는 2028년으로 각각 연기한다고 밝혔다. 2021년 12월에는 루마니아의 유로 도입 목표 연도가 2029년으로 다시 연기되었다. 루마니아 정부는 2023년 3월에 유로 도입 목표 연도를 2029년으로 유지하는 한편 ERM II 가입 목표 연도를 2026년으로 결정했다.

### 스웨덴
1994년의 가입 협정에 따르면  보관됨 2009-04-22 - 웨이백 머신, 국민투표를 실시하여 (52%이상이 협정에 찬성했기 때문에) 유로 도입이 결정되었다.t̪ʈd̪ɖ 스웨덴은 유로를 도입할 필요가 있었고, 따라서 언젠가 유로로의 전환이 필요했다. 그럼에도 불구하고, 2003년 9월 14일에 유로에 대한 두 번째 국민투표가 실시되었고, 반대 56%에 찬성 42%로 결과가 나왔다. 스웨덴 정부는 유로존에 가입하기 위해 먼저 ERM II에 2년 동안 가입해야 한다는 요구사항이 생긴 이래로 유로를 도입하지 않는 것이 합법적이라고 생각하고 유럽 환율 메커니즘에 가입하지 않기로 정했고, 이는 유로를 도입하기 위한 요구사항을 피하는 표면적인 도주로를 제공했다. 스웨덴의 주요 정당 중의 일부는 가입하는 것이 국가적인 이익이라고 생각했지만, 그들은 모두 당분간 국민투표의 결과에 따르기로 맹세했고, 제기된 문제에 대해 관심을 표명하지 않았다.
매우 낙관적인 계획표는 2012년에 새로운 국민투표를 실시하고, 2015년에는 유로를 도입하기로 되었다는 것이다. 2006년 9월의 국회 선거 이전에, 모든 주요 정당은 다음 국회 선거(2010년 9월에 실시됨)가 열릴 때까지 문제를 제기하기 않는 것에 동의했다. 스웨덴이 두 번째 국민투표가 끝난 뒤까지 유로를 도입하지 않는다는 것에 정당들은 동의한 것 같았다. 2007년 12월에 국무총리가 여론조사에서 안정적인 지지가 있을 때까지 더이상의 국민투표는 없다고 언급하였다. 그 대신에 여론조사는 안정적인 지지가 대안이 아니라는 것을 보여주고 있다. 2007년 11월에 실시한 최근의 조사에서 35%가 찬성, 51%가 반대, 14%가 모르겠다는 대답이었다. 유럽 연합은 스웨덴에 대한 존중의 의미로 이 조사를 묵인하는 것으로 확실히 하였지만, 2004년과 2007년에 가입한 회원국들은 그렇지 않았다.

## 같이 보기
- 유럽 연합의 확대
- 유럽 연합의 역사